# Sokratis Papastatopulos
Sokratis Papastatopulos (gr. Σωκράτης Παπασταθόπουλος, Sōkrátīs Papastathópoulos; ur. 9 czerwca 1988 w Kalamacie) – były grecki piłkarz, występujący na pozycji obrońcy, zakończył karierę w hiszpańskim klubie Real Betis. 
W latach 2008–2019 reprezentant Grecji. Uczestnik Mistrzostw Świata 2010 i 2014 oraz Mistrzostw Europy 2012.

## Kariera klubowa
Papastatopulos jest wychowankiem małego klubu o nazwie Apollon Petalidiou. W 2005 roku odszedł za 30 tysięcy euro do AEK Ateny. 26 października zadebiutował w jego barwach w spotkaniu Pucharu Grecji z PAS Janina, wygranym przez AEK 3:0. W 7. minucie meczu zdobył pierwszego gola dla AEK. Przez pół roku nie wywalczył jednak miejsca w składzie swojej drużyny. W styczniu 2006 wypożyczono go więc do drugoligowego Niki Volos FC, gdzie Sokratis wystąpił w 11 spotkaniach. Latem 2006 wrócił do AEK. W Alpha Ethniki po raz pierwszy wystąpił 25 listopada w meczu przeciwko AO Egaleo (2:1). Wystąpił także w rozgrywkach Ligi Mistrzów. Rywalizował o miejsce w podstawowym składzie z takimi zawodnikami jak Bruno Cirillo, Traianos Delas i Wangelis Moras. Rozegrał 14 spotkań i został wicemistrzem kraju. W sezonie 2007/2008 był z AEK trzeci w lidze, ale był już wówczas zawodnikiem wyjściowej jedenastki.
1 sierpnia 2008 roku Papastatopulos podpisał kontrakt z włoską Genoą, która zapłaciła za niego 4 miliony euro. W nowym klubie Grek przez 2 sezony był podstawowym zawodnikiem i rozegrał w Serie A 51 meczów.
20 lipca 2010 przeszedł do włoskiego AC Milan. Trzech piłkarzy: Nnamdi Oduamadi, Rodney Strasser i Gianmarco Zigoni przez ten transfer zostało piłkarzami Genoi. Ich karty stały się współwłasnością Milanu i Genoi. Cena transferu nie została podana.
W maju 2011 roku wrócił do Genoi, a w lipcu został wypożyczony do Werderu Brema.

## Kariera reprezentacyjna
W swojej karierze Papastatopulos występował w młodzieżowych reprezentacjach Grecji w kategoriach U-19 i U-21. Z pierwszą z nich wystąpił w 2007 roku na Mistrzostwach Europy U-19 w Austrii. Z Grecją dotarł do finału tego turnieju, jednak opuścił finałowe spotkanie z Hiszpanią (0:1) z powodu otrzymania drugiej żółtej kartki w półfinale z Niemcami.
W pierwszej reprezentacji Grecji Sokratis zadebiutował 5 lutego 2008 roku w wygranym 1:0 towarzyskim spotkaniu z Czechami. Został powołany przez selekcjonera Otto Rehhagela do szerokiej kadry na Euro 2008, jednak ostatecznie nie pojechał na ten turniej.
Powołany za to został do kadry na Mistrzostwa Europy w Piłce Nożnej 2012, w której wystąpił już od pierwszego spotkania z Polską. W 44 minucie, kiedy Grecy przegrywali 0:1, otrzymał po faulu na Rafale Murawskim drugą żółtą kartkę, w konsekwencji czego musiał opuścić murawę. Mecz mimo to zakończył się remisem 1:1 po wyrównującym golu Dimitrisa Salpingidisa w 51 minucie.
Został powołany na Mundial 2014, gdzie był podstawowym zawodnikiem swojej drużyny. W meczu 1/8 finału z Kostaryką, przegranym po rzutach karnych, strzelił wyrównującego gola w 91. minucie.

## Sukcesy

### Milan
- Mistrzostwo Włoch: 2010/2011

### Borussia Dortmund
- Puchar Niemiec: 2016/2017
- Superpuchar Niemiec: 2013, 2014

### Arsenal
- Puchar Anglii: 2019/2020

### Olympiakos
- Mistrzostwo Grecji: 2020/2021, 2021/2022

### Reprezentacyjne
- Wicemistrzostwo Europy U-17: 2009

### Wyróżnienia
- Najlepszy grecki młodzieżowiec: 2007/2008[3]
- Drużyna sezonu Bundesligi: 2013/2014[4]